# Rhododendron citriniflorum
Rhododendron citriniflorum är en ljungväxtart som beskrevs av Isaac Bayley Balfour och Forrest. Rhododendron citriniflorum ingår i släktet rododendron, och familjen ljungväxter. Utöver nominatformen finns också underarten R. c. horaeum.

## Bildgalleri

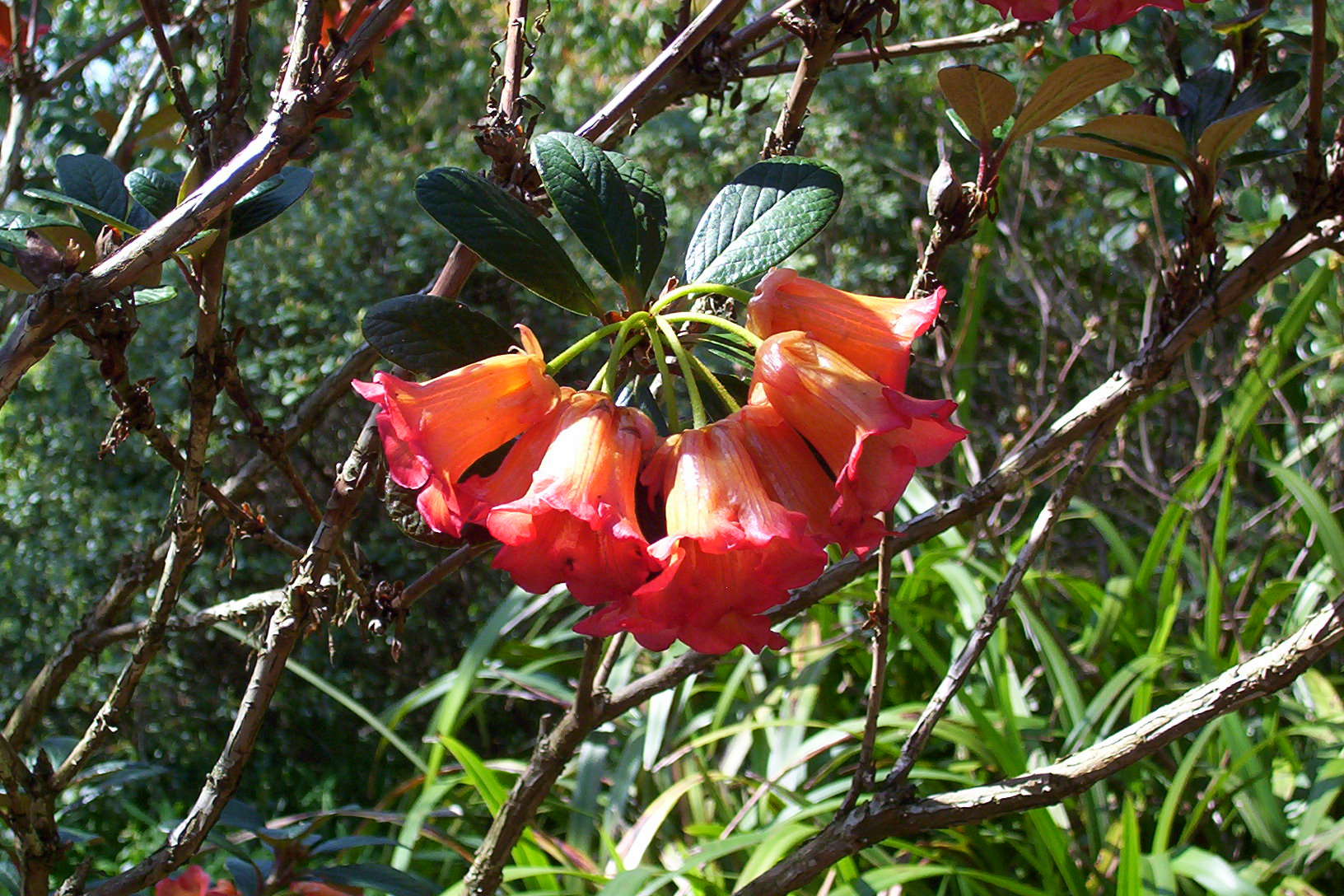
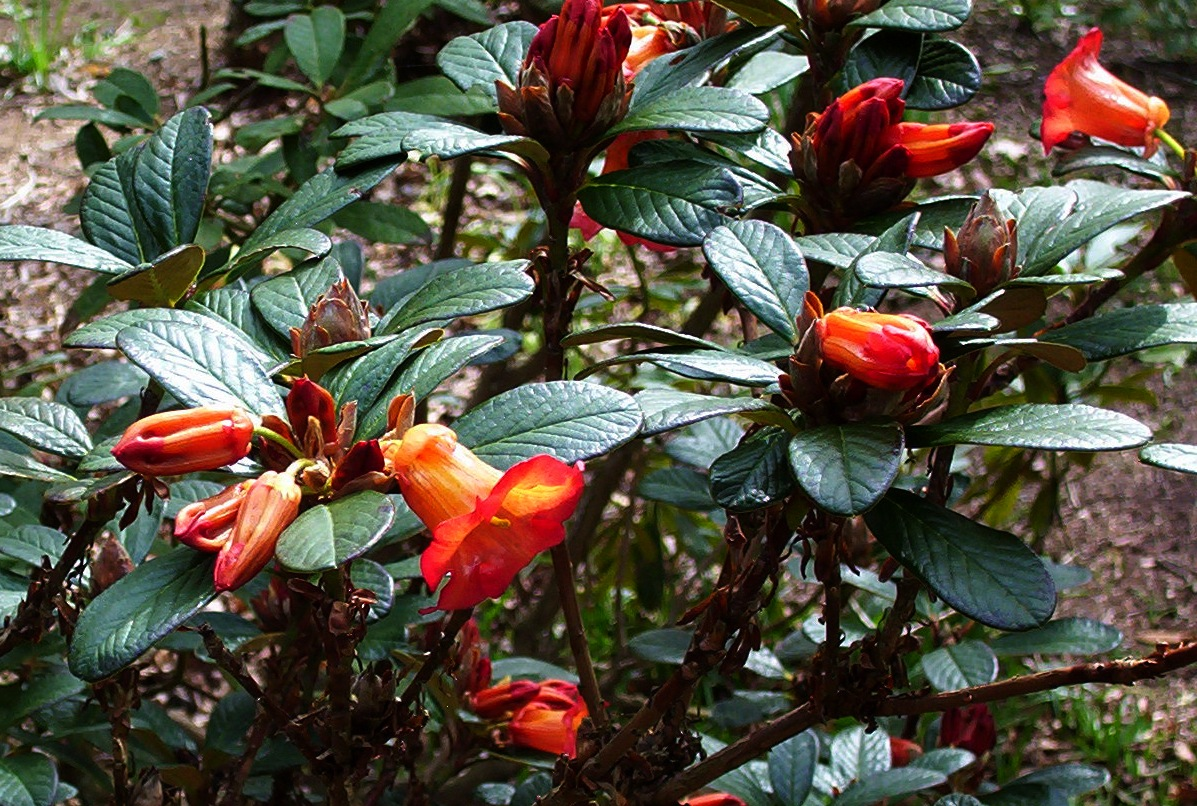